# Nephrotoma makiella
Nephrotoma makiella är en tvåvingeart som först beskrevs av Matsumura 1916.  Nephrotoma makiella ingår i släktet Nephrotoma och familjen storharkrankar. Inga underarter finns listade i Catalogue of Life.